# Alois Uvízl
Alois Uvízl (14. února 1916 Olomouc – 13. března 1944 Biskajský záliv) byl český palubní radiotelegrafista a střelec 311. československé bombardovací perutě v období druhé světové války.

## Život

### Před druhou světovou válkou
Alois Uvízl se narodil 14. února 1916 v Olomouci v rodině železničního zřízence. Byl občanem Střeně. Vystudoval učitelský ústav, kde i odmaturoval. V rámci prezenční vojenské služby absolvoval mezi lety 1936 a 1937 školu pro důstojníky letectva v záloze. Dosáhl hodnosti podporučíka.

### Druhá světová válka
Po německé okupaci opustil v Alois Uvízl v srpnu 1939 ilegálně Protektorát Čechy a Morava a odešel do Polska, kde 13. srpna vstoupil do zde vznikající československé zahraniční jednotky. Po pádu Polska v září 1939 upadl do sovětské internace. Po propuštění 21. února 1941 se společně s dalšími přesunul do Haify, kde byl 11. března 1941 prezentován u Československé armády v zahraničí, a poté do Spojeného království, kam dorazil 12. července 1941. Dne 29. července vstoupil do Royal Air Force a byl vycvičen na palubního radiotelegrafistu a střelce. Poté byl v říjnu 1942 zařazen k 311. československé bombardovací peruti. S ní se účastnil protiponorkových hlídkových letů na oceánem. Dne 13. března 1944 odstartoval k operačnímu letu jako člen posádky stroje Consolidated B-24 Liberator BZ995 "J" pod velením Otakara Žanty; letoun beze stopy zmizel během letu na Biskajským zálivem. Jeho sestřel si nenárokoval žádný německý pilot a moře žádné z těl členů posádky nevyplavilo. Dosáhl hodnosti nadporučíka.

## Ocenění

### Vyznamenání
- Československá medaile Za chrabrost před nepřítelem
- Československý válečný kříž 1939

### Posmrtná ocenění
- V roce 1947 byl povýšen na kapitána letectva v záloze in memoriam (s účinností od 1. března 1944)[2]
- V roce 1991 in memoriam povýšen do hodnosti podplukovníka